# 13343 Annietaylor
13343 Annietaylor è un asteroide della fascia principale. Scoperto nel 1998, presenta un'orbita caratterizzata da un semiasse maggiore pari a 2,7689247 au e da un'eccentricità di 0,0549827, inclinata di 5,77017° rispetto all'eclittica.